# Herbert Bauer
Herbert Bauer (Innsbruck, Austria, 16 de abril de 1919 - 24 de março de 1997) foi um piloto de bombardeiros de mergulho durante a Segunda Guerra Mundial.

## Biografia
O Unteroffizier Bauer iniciou os seus treinamentos de voo com o Flugzeugführerschule A/B 21 em Magdeburg em 3 de Maio de 1940. Leutnant Bauer foi enviado para a Ergänzungsstaffel/St.G 2 “Immelmann” em 15 de Fevereiro de 1941.
Bauer foi transferido para a I./St.G 2 voando com bombardeiros de mergulho Ju 87 Stuka e voou a sua primeira missão de combate em 7 de Julho de 1941 na área de Vitebsk.
Leutnant Bauer foi condecorado com o Trofeu de Honra da Luftwaffe (em alemão: Ehrenpokal) em 8 de Dezembro. Em 2 de Abril de 1942, Oberleutnant Bauer foi condecorado com a Cruz Germânica em Ouro.
Em 24 de Abril, ele atacou navios de guerra russos e cruzadores no porto de Kronstadt. Durante este ataque foi gravemente ferido na mandíbula por uma bala de metralhadora. Devido a este ferimento, ele foi retirado do combate até 25 de Fevereiro de 1943.
Em Junho de 1943, Bauer foi designado Staffelkapitän da 3./St.G 2. Em 13 de Julho, ele atingiu a sua missão de número 500 na área de Charkow. O Oberleutnant Bauer foi condecorado com a Cruz de Cavaleiro da Cruz de Ferro (em alemão: Ritterkreuz) em 31 de Dezembro pelas suas 700 missões.
Bauer foi promovido para a patente de Hauptmann em 1 de Maio de 1944. Ele voou a sua missão de Nº 1000 na área de Husi da Romênia em 3 de Maio. Em 15 de Maio de 1944, Bauer foi apontado Gruppenkommandeur do II./SG 103 baseado em Metz-Frescaty na França.
Hauptmann Bauer foi condecorado com as Folhas de Carvalho (em alemão: Eichenlaub) (Nr 618) em 30 de Setembro pelas suas 1000 missões. Bauer foi designado Gruppenkommandeur do I./St.G 2 em 7 de Novembro de 1944. Em 1 de Março de 1945 foi promovido para a patente de Major.
Durante seu tempo de serviço, Bauer foi abatido diversas vezes, incluindo uma vez com um disparo de flak sobre a cabeça-de-ponte em Kuban e outra vez próximo de Bataisk, onde ele foi forçado a fazer um pouso de emergência próximo de Taganrog. Foi abatido por caças russos próximo a Stuhlweißenburg e foi forçado a saltar do avião estando ferido.
Herbert Bauer foi creditado com 11 vitórias aéreas, incluindo uma em que pilotava um Ju 87 Stuka e 10 voando o Fw 190, em 1071 missões. E ainda teve outras 12 vitórias aéreas não confirmadas, 51 tanques e dois pelotões de tanques destruídos e danificou o navio de guerra russo “Oktjabrskaya Revoluzia” e um cruzador no porto de Kronstadt.
- Tanques: 51
- Vitórias: 11

## Condecorações
- Trofeu de Honra (Ehrenpokal) (8 de Dezembro de 1941)
- Cruz Germânica em Ouro (2 de Abril de 1942)[1]
- Cruz de Cavaleiro da Cruz de Ferro (31 de Dezembro de 1943)[1]
- Folhas de Carvalho (30 de Setembro de 1944 nº 618)[1]